# Японский институт эсперанто
Япо́нский институ́т эспера́нто (эсп. Japana Esperanto-Instituto, яп. 日本エスペラント協会 [нихон эсуперанто кё:кай]) — крупнейший центр эсперанто-движения в Японии. Институт был основан Кэндзи Осака, Эрин Асаи и Тикао Фудзисава в 1919 году, с 1926 года зарегистрирован как юридическое лицо (фонд).
Главный офис института находится в Токио, в центральном районе Синдзюку. Институт занимает отдельное пятиэтажное здание, так называемый «Дом эсперанто» (эсп. Esperanto-domo).
Целями института признаны:
1. Исследования эсперанто.
2. Организация уроков и лекций, их поддержка.
3. Издание периодики и книг, посредничество в распространении продукции других издательств.
4. Проведение квалификационных экзаменов по эсперанто.
5. Различные услуги членам (в фонде состоит около 1300 человек).
6. Публикации об эсперанто, в том числе поддержание сайта.
7. Поддержка деятельности в регионах.
8. Участие в подготовке Японского конгресса эсперанто.